# Shizuteru Ueda
Shizuteru Ueda (上田 閑照 Ueda Shizuteru?,  Tokio, 17 de enero de 1926 - Uji, 28 de junio de 2019) fue un filósofo japonés especializado en filosofía de la religión.

## Biografía
Hijo de un sacerdote budista, estudió filosofía en la Universidad de Kioto, donde su mentor Keiji Nishitani orientó sus estudios hacia los místicos medievales. A continuación fue a Alemania donde recibió un doctorado por la Universidad de Marburgo con una tesis sobre el místico cristiano occidental Maestro Eckhart. A su regreso al Japón, se dedicó a la enseñanza en la Universidad de Kioto, donde ocupó la cátedra de Filosofía de la religión desde 1977 hasta su jubilación en 1989. Se especializó a su vez en el pensamiento de Nishida Kitarô. Siendo un practicante de Zen, Ueda – como Nishida – estudió budismo zen bajo las categorías filosóficas de la filosofía occidental. Se le considera un miembro de la tercera generación de la Escuela de Kioto.
Desde su jubilación siguió impartiendo clases en la misma Universidad de Kioto y en la Universidad de Hanazono, intensificando sus contactos con Europa, donde fue profesor visitante y pronunció conferencias en universidades como las de Marburgo, Basilea, Bonn, Düsseldorf, Tubinga, Múnich, Viena o Zúrich. También participó en los encuentros anuales del Círculo Eranos en Ascona (Suiza).
Entre sus publicaciones destacan dos de sus estudios sobre la filosofía de Nishida, Leyendo a Nishida Kitaro (Tokio, 1991) y La experiencia y el autodespertar (Tokio, 1998), así como numerosos ensayos, parte de ellos escritos en alemán, recopilados hasta el momento en once volúmenes por la editorial Iwanami (2001).

## Obra
- Die Gottesgeburt in der Seele und der Durchbruch zur Gottheit. Die mystische Anthropologie Meister Eckharts und ihre Konfrontation mit der Mystik des Zen-Buddhismus. Mohn, Gütersloh 1965
- Das Nichts und das Selbst im buddhistischen Denken. Zum west-östlichen Vergleich des Selbstverständnisses des Menschen. Verlag für Recht und Gesellschaft, Basel 1974
- Die Bewegung nach oben und die Bewegung nach unten. Zen-Buddhismus im Vergleich mit Meister Eckhart. In: Eranos Jahrbuch 50 (1981) S. 223–272.
- Die Zen-Buddhistische Erfahrung des Wahr-Schönen. In: Eranos Jahrbuch 53 (1984) S. 197–240.
- Sein – Nichts –Weltverantwortung im Zen-Buddhismus. In: Die Verantwortung des Menschen für eine bewohnbare Welt im Christentum, Hinduismus und Buddhismus. Hrsg. von Raimundo Panikkar und Walter Strolz, Freiburg i. Br. 1985, ISBN 3-451-20533-5, S. 37–58.
- Der Ort des Menschen im Nō-Spiel. In Eranos Jahrbuch 56 (1988) S. 69–103.
- Das absolute Nichts im Zen, bei Eckhart und bei Nietzsche. In: Ryōsuke Ōhashi (Hrsg.): Die Philosophie der Kyôto-Schule. K. Alber, Freiburg / München 1990, ISBN 3-495-47694-6, S. 471-502. (Dort S. 538-540 Bibliographie der Schriften bzw. Übersetzungen Uedas in westlicher Sprache)
- Wer und was bin ich? Zur Phänomenologie des Selbst im Zen-Buddhismus. K. Alber, Freiburg/München 2011, ISBN 978-3-495-48435-7.

En inglés
- J. C. Maraldo. Zen, Language and the Other. The Philosophy of Ueda Shizuteru. In: The Ten Directions. Edited by Zen Center of Los Angeles and The Kuroda Institut. 10:2 (1989)

En castellano
- Ueda, Shizuteru. Zen y filosofía, Barcelona: Herder Editorial, 2004. ISBN 978-84-254-2328-4

## Literatura
- D. Steen: Durchbruch ins Nichts. Der Vergleich zwischen Meister Eckhart und dem Zen-Buddhismus bei Shizutera Ueda. Diplomarbeit Universität Münster 1990
- Steffen Döll: Wozu also suchen? Zur Einführung in das Denken von Ueda Shizuteru. Iudicium, München 2005, ISBN 3-89129-794-7.